# Mastopoma subfiliferum
Mastopoma subfiliferum là một loài rêu trong họ Sematophyllaceae. Loài này được Horik. & Ando mô tả khoa học đầu tiên năm 1964.